# Kudu

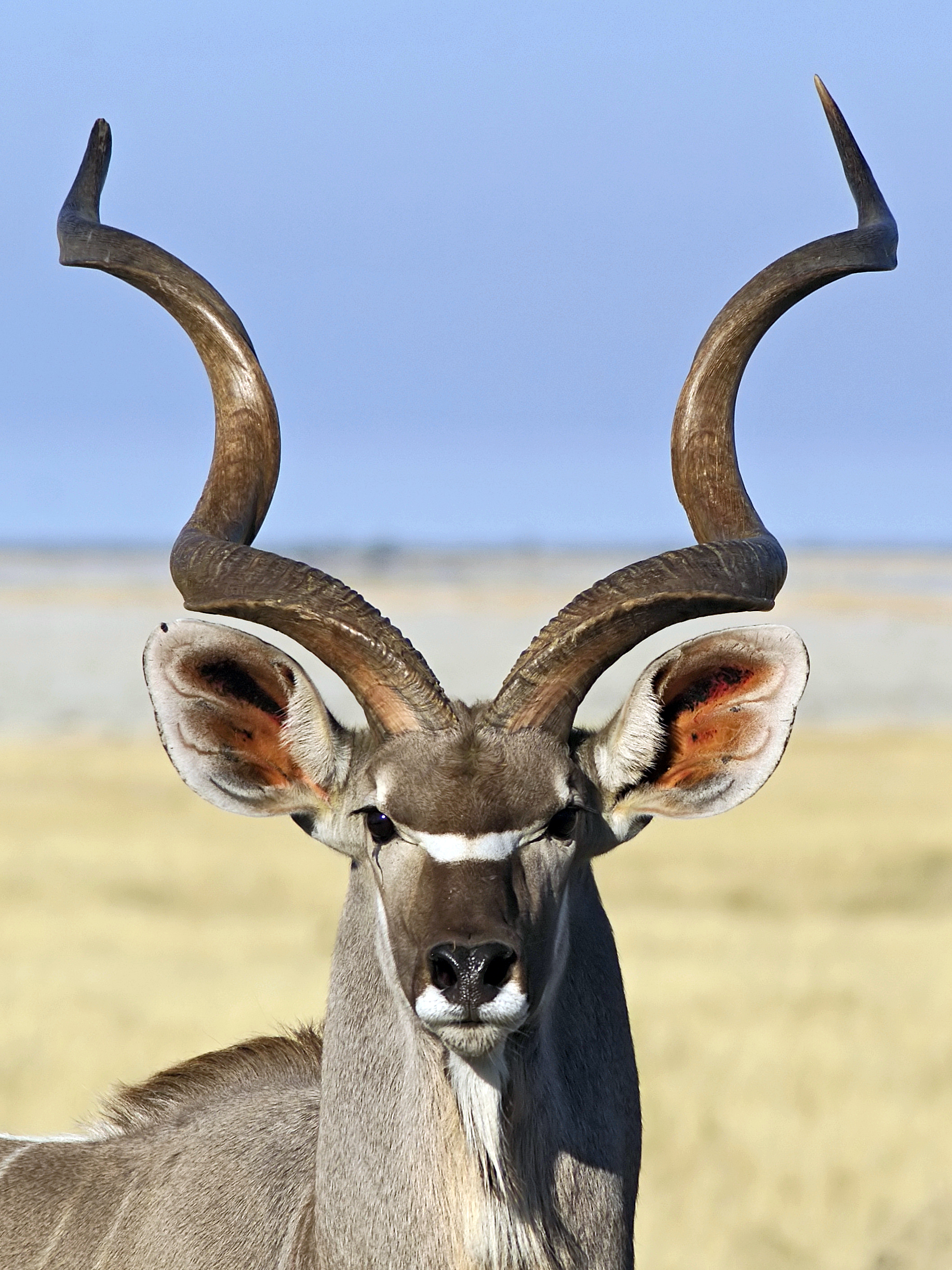
Un kudu mare mascul în Parcul Național Etosha în Namibia

Kudu sunt două specii de antilopă din genul Tragelaphus: 
- Kudu mic (Tragelaphus imberbis) din Africa de Est;
- Kudu mare (Tragelaphus strepsiceros) din Africa de Est și de Sud.

## Etimologie
Denumirea acestui animal a fost importată în limbile europene din limba sud-africană isiXhosa prin intermediul limbii afrikaans. Denumirea științifică se referă la tragos (greacă) – țap și elaphos (greacă) – cerb.

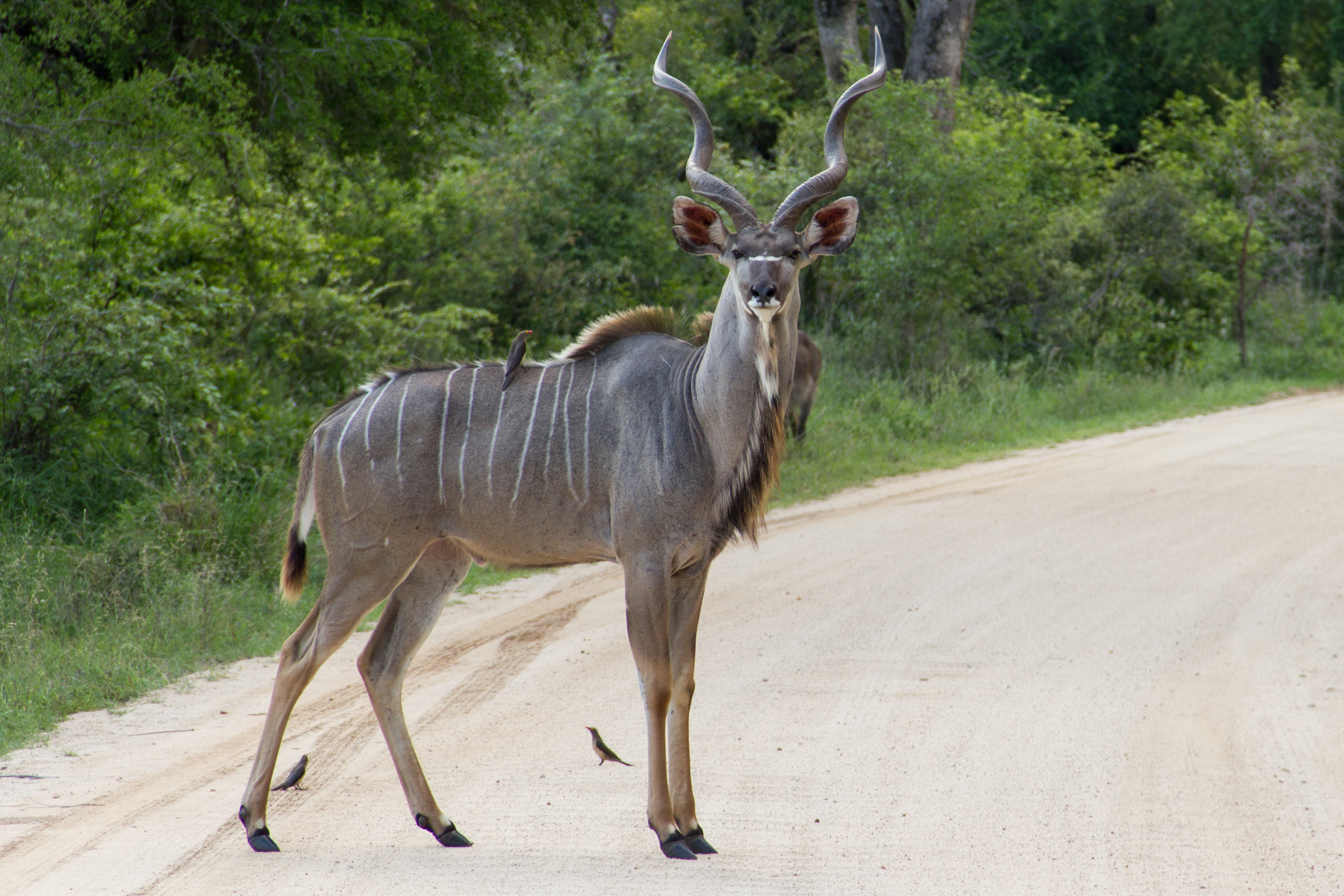
Un kudu mare mascul

## Mod de viață

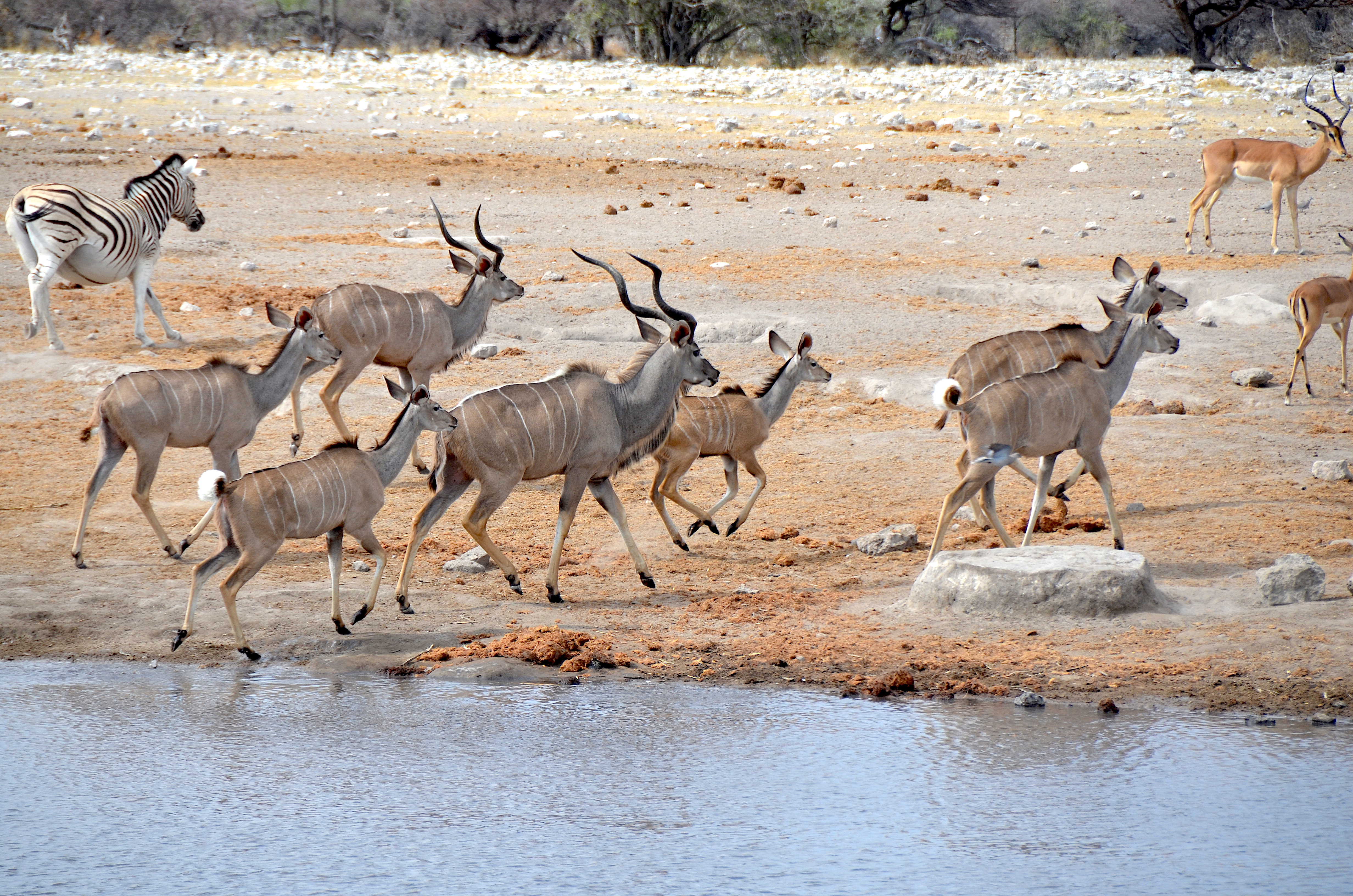
Kudu fugind în Parcul Național Etosha în Namibia

Ca și multe alte antilope masculii kudu pot să trăiască în grupuri de masculi, dar este mai probabil să fie solitari. Dominanța la ei tinde să nu țină mult și este în general destul de pașnică, un mascul încercând să pară mai mare zbârlindu-și părul. Când masculii au o confruntare, se agață cu coarnele ca să determine cine trage mai tare. Masculii pot fi văzuți împreună cu femelele doar în perioada de reproducere când formează grupuri de 5 – 15 indivizi, inclusiv progenitura. Puii cresc foarte repede și la șase luni sunt deja destul de independenți de mamele lor. 

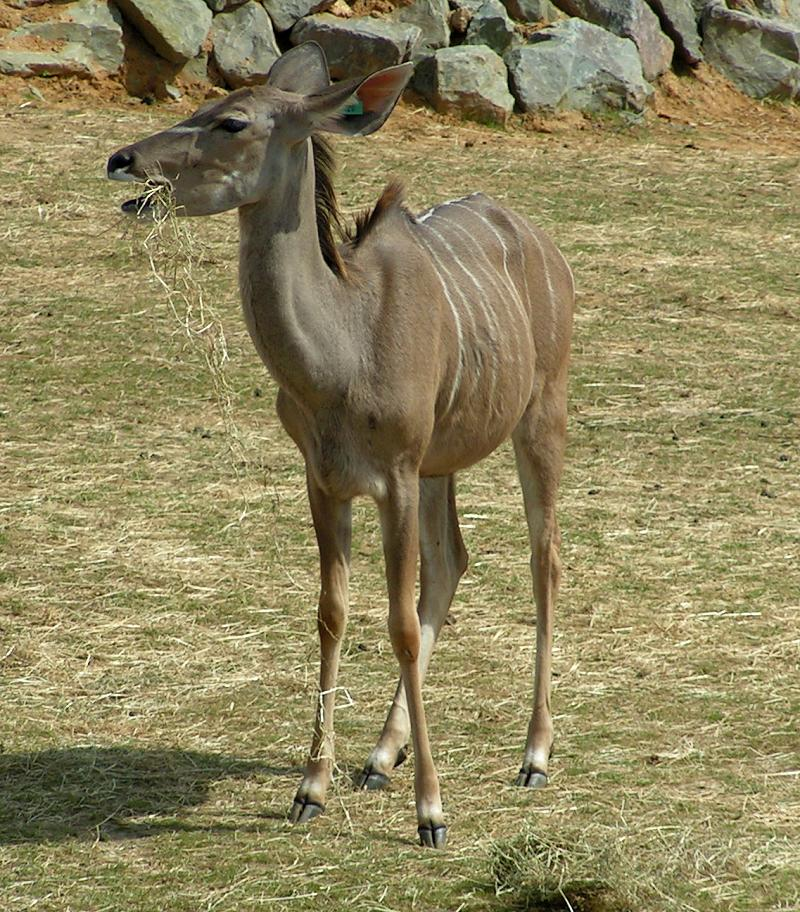
O femelă kudu mare

O femelă gravidă va părăsi turma ca să dea naștere unui singur pui. Îl va lăsa zăcând ascuns pentru 4 – 5 săptămâni, revenind doar că să-l hrănească. După aceea puiul va începe să-și însoțească mama pentru perioade scurte. De la vârsta de 3 – 4 luni își vor petrece tot timpul împreună și de la șase luni se vor realătura turmei.  

## Hrană

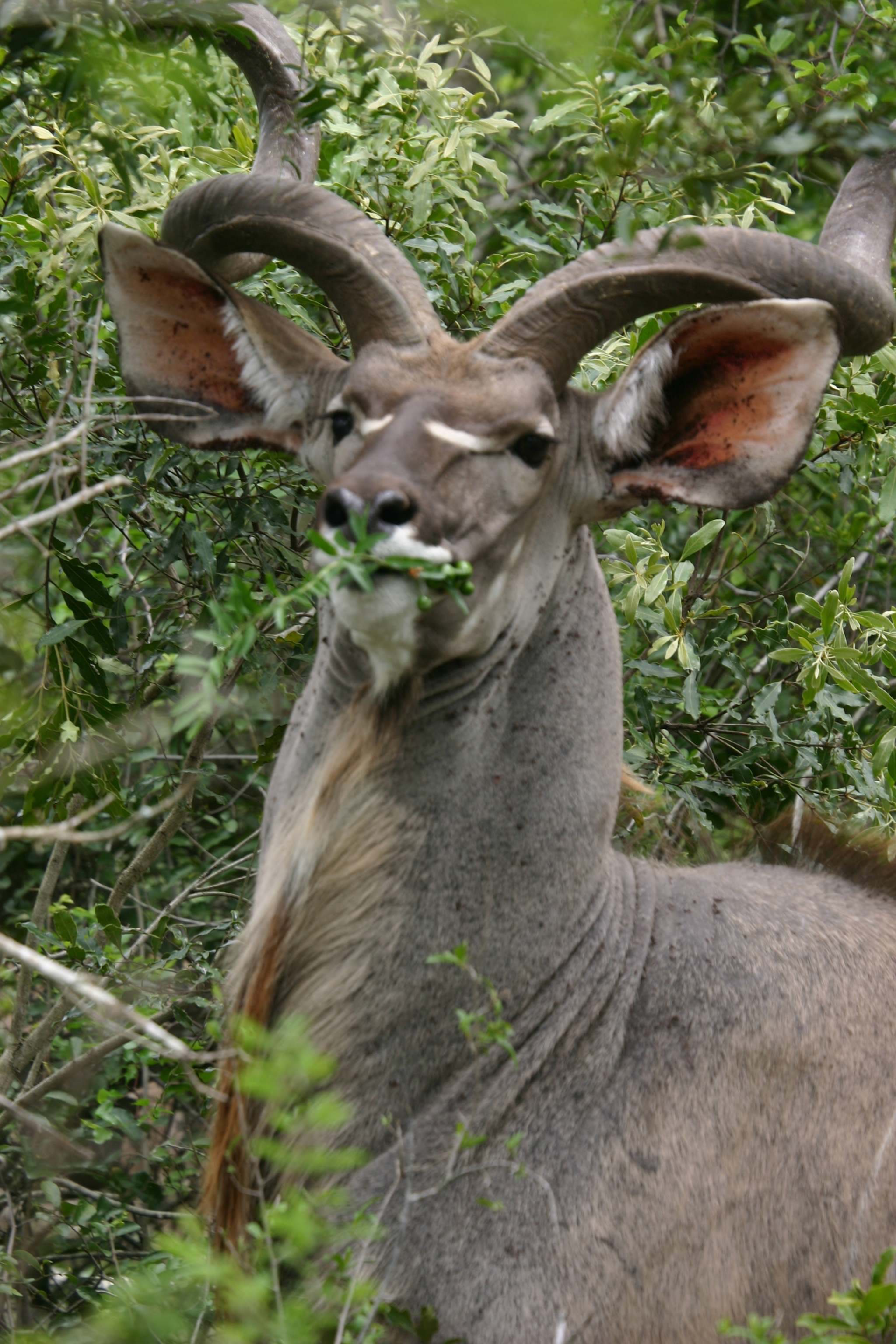
Un mascul kudu mare mâncând frunze

Kudu se hrănesc cu frunze și mlădițe. În sezonul uscat mănâncă și pepeni sălbatici, precum și alte fructe pentru conținutul lor lichid și zaharurile pe care le conțin. Kudu mic este mai puțin dependent de sursele de apă decât kudu mare.

## Diverse
Dintr-un corn de kudu se poate confecționa un instrument muzical. Un instrument de forma unui corn de kudu, atunci când este folosit de către microbiști, se numește kuduzela (din "kudu" și "vuvuzela").   
În comunitatea afrikanerilor din Africa de Sud este popular în calitate de sport scuipatul balegii de kudu, câștigător fiind cel care reușește să propulseze balega respectivă la cea mai mare distanță.